# Mohamed Amine Chekhrit
Mohamed Amine Chekhrit (en arabe : محمد أمين شخريط) est un footballeur algérien né le 4 mai 1994 à Khenchela. Il évolue au poste d'attaquant au MO Béjaïa.

## Biographie
Il évolue en première division algérienne avec les clubs du NA Hussein Dey et de l'Olympique de Médéa. Il dispute actuellement 39 matchs en inscrivant 6 buts en Ligue 1.
Il dispute le Championnat arabe des clubs 2017 avec le NAHD. Il joue deux matchs dans cette compétition.

## Palmarès
O Médéa
- Championnat d'Algérie D2 (1) :
  - Champion : 2019-20.